# Киевское высшее танковое инженерное училище
Киевское высшее танковое инженерное училище (КВТИУ, укр. Київське вище танкове інженерне училище) — высшее военное учебное заведение (училище), располагавшееся в городе Киев в 1938—1941, 1944—1999 годах.

## История
10 сентября 1930 года в Москве сформированы военные курсы автомобильных техников, которые с марта 1934 года стали именоваться Московской школой танковых механиков. На 1935 год в школе обучались 825 курсантов, которых готовили к работе младшими танковыми техниками — воентехники 1 ранга.
На 1 января 1936 года в школе имелось 77 танков: БТ-2 — 37 единиц, БТ-5 лин. — 9 единиц, БТ-5 рад. — 2 единицы, БТ-7 рад. — 2 единицы, Т-26 2/баш. — 5 единиц, Т-37 лин. — 6 единиц, Т-27 — 10 единиц и 6 единиц Т-18.
16 марта 1937 года школа переименована в Московское танко-техническое училище, а в 1938 году училище передислоцировано в Киев.
В конце 1930-х годов в училище направлен механик-водитель танка красноармеец М. Т. Калашников для изготовления опытных образцов своего изобретения — счётчика моторесурса танка. После завершения испытаний он отбыл в Москву для сравнительных испытаний и далее на Ленинградский завод имени Ворошилова, для доработки и запуска в серию.
В июне 1940 года во время похода РККА в Северную Буковину начальник училища генерал-майор М. Л. Гориккер назначен начальником автобронетанкового отдела 12-й армии для усиления штаба армии. Кроме того, из личного состава и материальной части училища сформирован подвижный ремонтно-восстановительный батальон под командованием подполковника С. И. Семенникова.
7 сентября 1940 года училищу присвоено имя Маршала Советского Союза С. К. Тимошенко.
С сентября 1940 года училище переведено на новый профиль обучения по штату № 17/937 и перепрофилировано на подготовку техников для танков Т-26 и БТ (три танко-технических батальона) и Т-34 (один батальон). Численность переменного состава училища — 1600 курсантов.
С началом Великой Отечественной войны по распоряжению военного совета Юго-Западного фронта 26 июня на базе училища был сформирован полевой ремонтный батальон из числа курсантов, механиков-водителей и ремонтников (73 курсанта и 16 механиков-водителей танкового батальона обеспечения). Командир батальона — преподаватель вождения капитан А. М. Забелин, помощник по технической части — военинженер 3 ранга А. П. Петроченко, командиры ремонтных рот — воентехники 1 ранга Е. И. Ткаченко, П. Н. Кислов, Н. М. Можаров. В последних числах июня батальон поступил в распоряжение командира 15-го механизированного корпуса. За два месяца силами батальона отремонитровано 60 танков и 300 автомашин.
Начальник училища генерал М. Л. Гориккер назначен начальником киевского гарнизона. Его обязанности в это время выполнял полковник Раевский.
8 июля 1941 года для усиления обороны Киева сформирован бронетанковый полк из курсантов и командиров училища. Командир полка — подполковник Логановский, начальник штаба — помощник начальника учебного отдела майор Е. Ф. Дрейклер, командиры батальонов — преподаватель тактики капитан Емельянов и командир курсантской роты капитан Палашин. В составе 40-й танковой дивизии полк участвовал в обороне Киева, в боях погибли майор Дрейклер и капитан Емельянов. 40 наиболее отличившихся курсантов были досрочно произведены в командиры и направлены в действующую армию.
Согласно директиве Генерального штаба № 638/орг от 3 июля 1941 года училище эвакуировано в тыл СССР, в город Кунгур (Уральский военный округ). В мае 1944 года передислоцировано в Киев Киевский военный округ на своё прежнее место.
По Указу Президиума Верховного Совета СССР от 11 сентября 1957 г. «Об упорядочении дела присвоения имен государственных и общественных деятелей краям, областям, районам, а также городам и другим населенным пунктам, предприятиям, колхозам, учреждениям и организациям» училище было лишено имени Тимошенко и стало именоваться как Киевское танко-техническое училище.
31 января 1968 года получило наименование Киевское высшее танко-техническое училище (КВТТУ) с четырёхгодичным сроком подготовки.
В 1974 году преобразовано в Киевское высшее танковое инженерное училище (КВТИУ) со сроком обучения пять лет.
17 января 1977 года училищу присвоено имя советского военачальника Маршала Советского Союза Якубовского И. И..
В 1992 году КВТИУ реорганизовано в Киевский институт Сухопутных войск (КИСВ) и к 1999 году с очередным реформированием прекратил своё существование.

## Преемники
В 1998 году переформирован в Военный институт руководящего инженерного состава Академии Вооружённых Сил Украини (Национальный университет обороны Украины имени Ивана Черняховского).
В 2001 году образована кафедра подготовки офицеров запаса.
В 2002—2004 годах преобразовано в факультет подготовки специалистов оперативно-тактического уровня Национальной академии обороны Украины.
В 2004—2009 годах основан факультет оперативного обеспечения и логистики Национальной академии обороны Украины.
В 2009 году создан Институт оперативного обеспечения и логистики НАОУ Архивная копия от 17 июля 2019 на Wayback Machine.

## Начальники
- бригинженер (с 4 июня 1940 генерал-майор технических войск) Михаил Львович Гориккер (1935—1941)
- генерал-майор танковых войск Сергей Михайлович Тимофеев (28 июля — 30 ноября 1942)
- полковник Галкин (врид на сентябрь 1943)
- генерал-майор танковых войск Соломон Савельевич Райкин (с марта 1947)
- генерал-майор танковых войск Василий Васильевич Яблоков (31 декабря 1968 — 23 ноября 1973)
- генерал-лейтенант Михаил Федосеевич Колесников
- генерал-лейтенант Шаповалов, Анатолий Петрович
- генерал-майор Огарок, Анатолий Павлович
- генерал-майор Малюх, Василий Александрович
- генерал-майор Шапталенко, Николай Иванович